# يوهان هاينريش كالتنباش
يوهان هاينريش كالتنباش (بالألمانية: Johann-Heinrich Kaltenbach)‏ (و. 1807 – 1876 م) هو عالم نبات، وعالم حشرات من اتحاد الراين . ولد في كولونيا .
توفي في آخن ، عن عمر يناهز 69 عاماً.

## جوائز
حصل على جوائز منها:
- Order of the Red Eagle 1st Class.